# Clàssica de Sant Sebastià 1986
La Clàssica de Sant Sebastià 1986, 6a edició de la Clàssica de Sant Sebastià, és una cursa ciclista que es va disputar el 13 d'agost de 1986.
El vencedor final fou el basc Iñaki Gastón, de l'equip KAS, que s'imposà a l'esprint al també basc Marino Lejarreta. Juan Fernández acabà tercer, a 43" del vencedor.

## Classificació general
|    | Ciclista                     | Equip      | Temps      |
| -- | ---------------------------- | ---------- | ---------- |
| 1  | Iñaki Gastón (ESP)           | KAS        | 5h 53' 43" |
| 2  | Marino Lejarreta (ESP)       | Seat-Orbea | m. t.      |
| 3  | Juan Fernández (ESP)         | Zor-BH     | + 43"      |
| 4  | Federico Etxabe (ESP)        | Teka       | m. t.      |
| 5  | Vicent Belda (ESP)           | Kelme      | + 3' 59"   |
| 6  | Acacio da Silva Mora (POR)   | KAS        | m. t.      |
| 7  | Ludo Peeters (NED)           | Kwantum    | m. t.      |
| 8  | Carlos Hernández Bailo (ESP) | Reynolds   | m. t.      |
| 9  | Jokin Mújika (ESP)           | Seat-Orbea | m. t.      |
| 10 | Anselmo Fuerte (ESP)         | Zor-BH     | m. t.      |